# Pharyngochromis darlingi
Pharyngochromis darlingi är en fiskart som först beskrevs av Boulenger, 1911.  Pharyngochromis darlingi ingår i släktet Pharyngochromis och familjen Cichlidae. Inga underarter finns listade i Catalogue of Life.